# Frascaro
Frascaro – miejscowość i gmina we Włoszech, w regionie Piemont, w prowincji Alessandria.
Według danych na styczeń 2010 gminę zamieszkiwało 478 osób przy gęstości zaludnienia 90,9 os./1 km².